# Micragrotis cinerosa
Micragrotis cinerosa là một loài bướm đêm thuộc họ Noctuidae. Loài này có ở châu Phi, bao gồm Nam Phi.